# Редин, Мартин де
Марти́н де Реди́н и Круса́т (исп. Martín de Redín y Cruzat; 1590, Памплона — 6 февраля 1660, Валлетта) — 57/58-й Великий магистр ордена госпитальеров (1657—1660). Вице-король Сицилии (1656—1657).

## Передача имени
Поскольку данный великий магистр родился в королевстве Наварра, то есть на территории современной Испании, на русский язык имя следует передавать согласно правилам испанско-русской практической транскрипции, но не на французский манер с носовыми гласными, что даёт химерные варианты Мартин де Редэн или Мартин де Реден. В отличие от французского языка, в испанском языке нет носовых гласных. Согласно делению Мальтийского ордена на национальные провинции — языки — Наварра, место рождения и область приората Мартина де Редина, относилась к языку Арагона (фр. Langue d’Aragon), не не языкам Франции. Только в том случае отношение к языкам Прованса, Шампани или Оверни могло бы стать аргументом в пользу передачи имени через вариант Мартен де Реден (Мартэн де Редэн). Полное имя Мартин де Редин и Крусат (Martín de Redín y Cruzat).

## Биография
Как по отцовской, так и по материнской линиям происходил из знатных семей — был сыном Карлоса де Редина, барона де Бигуесаль (исп. barón de Biguezal; Bigüézal) и Исабель де Крусат из рода сеньоров де Орис и Го́нгора. В раннем возрасте потерял отца и тогда же вступил в Мальтийский орден. За успехи на полях брани был произведён в командующие армией Наварры, а позднее и Каталонии. Исполнял обязанности губернатора и генерал-капитана королевства Галисия, посла испанского короля в Риме. В 1641 году был назначен главным приором Наварры. Король Испании Филипп IV назначил Редина вице-королём Сицилии (1656—1657) в звании/должности генерал-капитана (capitán general).
После смерти Ласкариса мнения относительно кандидатуры следующего великого магистра у заседавших в конвенте разделились. Кандидатов было два: «приор Наварры из арагонского ланга Мартин де Редэн» и «Великий инквизитор Мальты Оди». Инквизитор Мальты, Жулио де Оди (Julio de Oddi), был приверженцем французской партии и врагом де Редина.
17 августа 1657 года новым великим магистром был избран Мартин де Редин. Назначение состоялось в его отсутствие, что дало основание инквизитору Мальты оспорить решение конвента. Оди направил письмо Александру VII с просьбой аннулировать результат выборов и объявлением Редина виновным в подкупе рыцарей-выборщиков. Редину хватило благоразумия не оспаривать решения Святого Престола, но он отправил папе письмо с изложением хода выборов, заявив, что в случае расценивания его персоны неподходящей, готов отказаться от столь высокой чести. Папа же избегал осложнения отношений с королём Испании, памятуя о том, что испанская корона предоставила ордену убежище на Мальте в 1530 году. Тем более, что король поддерживал кандидатуру де Редина. Из таких соображений папа дал де Редину возможность одержать верх и остаться на избранном посту. «Более того, папа обязал Оди лично объявить это решение вновь избранному Великому магистру. В благодарность за поддержку де Редэн назначил любимого племянника папы на одно из богатейших итальянских командорств и пожаловал его алмазным крестом стоимостью в 1200 скудо».
Деятельность магистра была направлена на ремонт и возведение фортификационных сооружений. Несомненно ему принадлежит план и первая кладка обширной полукруглой укреплённой линии обороны, которая впоследствии была продолжена великим магистром Николасом Котонером и получила название Котонера. Помимо того по приказу Мартина де Редина вдоль береговой линии Мальты были возведены 13 смотровых башен. На собственные средства магистр снарядил полк мушкетеров в 4000 мушкетов.
Умер 6 февраля 1660 года. Похоронен в Валлетте в соборе св. Иоанна. Эпитафия и описание отчеканенных во время его правления монет приведены в книге «Анналы Мальтийского ордена» (Annales de l’Ordre de Malte).